# Reilhaguet
Reilhaguet – miejscowość i gmina we Francji, w regionie Oksytania, w departamencie Lot.
Według danych na rok 1990 gminę zamieszkiwało 105 osób, a gęstość zaludnienia wynosiła 7 osób/km² (wśród 3020 gmin regionu Midi-Pyrénées Reilhaguet plasuje się na 958. miejscu pod względem liczby ludności, natomiast pod względem powierzchni na miejscu 766.).